# Isenbeck
Isenbeck är ett öl som ursprungligen kommer från Hamm i Tyskland. Idag ingår märket i Warsteiner och det säljs enbart regionalt i Tyskland. Idag säljs Isenbeck med framgång även i Argentina och Kamerun som en del av Warsteiners internationella del.